# Hofanlage Vörreeg 4
Die Hofanlage Vörreeg 4 in Berne-Pfahlhausen stammt vom Anfang des 19. Jahrhunderts.
Aktuell (2023) wird sie landwirtschaftlich und gewerblich genutzt.
Die Gebäude stehen unter Denkmalschutz (siehe auch Liste der Baudenkmale in Berne).

## Geschichte
Die baumumstandene große Hofanlage besteht aus
- dem eingeschossigen giebelständigen Wohn- und Wirtschaftsgebäude von 1886 (Inschrift) als Zweiständer-Hallenhaus in Fachwerk mit Steinausfachungen, mit Krüppelwalmdach mit neuerer Schleppgaube, Niedersachsengiebel und der Grooten Door,[2]
- der verbohlten Fachwerkscheune von um 1886 in Ankerbalkenkonstruktion mit Walmdach, Querdurchfahrt und drei jüngeren Kübbungen auf der West-, Süd- und Ostseite,[3]
- dem alten wäldchenartigen Baumbestand zwischen Hof und Straße, bestehend überwiegend aus Eichen
- sowie weiteren nicht denkmalgeschützten Nebenanlagen.

Das Landesdenkmalamt befand: „… geschichtliche Bedeutung … als beispielhafte Hofanlage aus der 2. Hälfte des 19. Jhs. … .“